# カニシカ王の舎利容器

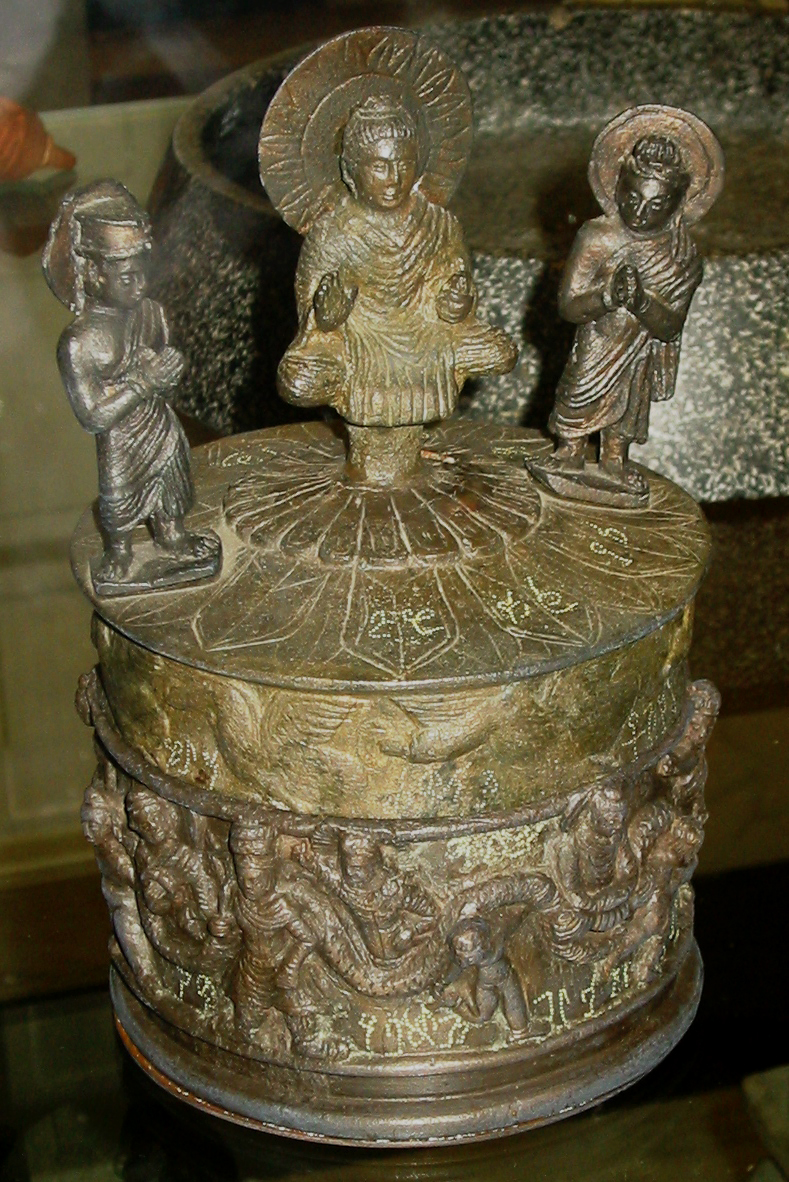
カニシカ王の舎利容器（大英博物館）

カニシカ王の舎利容器（カニシカおうのしゃりようき）は、銅箔で全面を覆われた仏教遺物で、製造年代はクシャーナ朝のカニシカ王統治元年（西暦127年）にまで遡る。この遺物は7世紀、中国の巡礼によって「インドで最も高い仏塔」と記録された、ペシャーワル郊外のシャージーデリー遺跡の発掘（1908年 - 1909年）中、カニシカ王のストゥーパの地下に埋もれた小部屋から発見された。中には釈迦の3つの骨片が入っていたといわれ、1910年に英国の発掘隊によってビルマへ運び出された。それは現在、マンダレーで目にすることが出来る。舎利容器自体は現在ペシャーワル博物館に保管されている。また複製が大英博物館に所蔵されている。
舎利容器にはカローシュティー文字で銘文が刻まれている。銘文の内容は「カニシカプラ（現ペシャーワル）のマハーラージャ、カニシカにより説一切有部の尊師らにこの価値ある香箱は奉納される」といったものである。
容器の蓋には脇侍に梵天と帝釈天を従えた蓮華坐に趺坐する釈迦が描かれている。これは「梵天勧請」を描いたものと思われる。蓋の縁には霊魂の旅立ちと無常からの解脱を意味する「飛行するガチョウ」のフリーズで装飾されている。何羽かのガチョウは口に勝利のリースをくわえている。

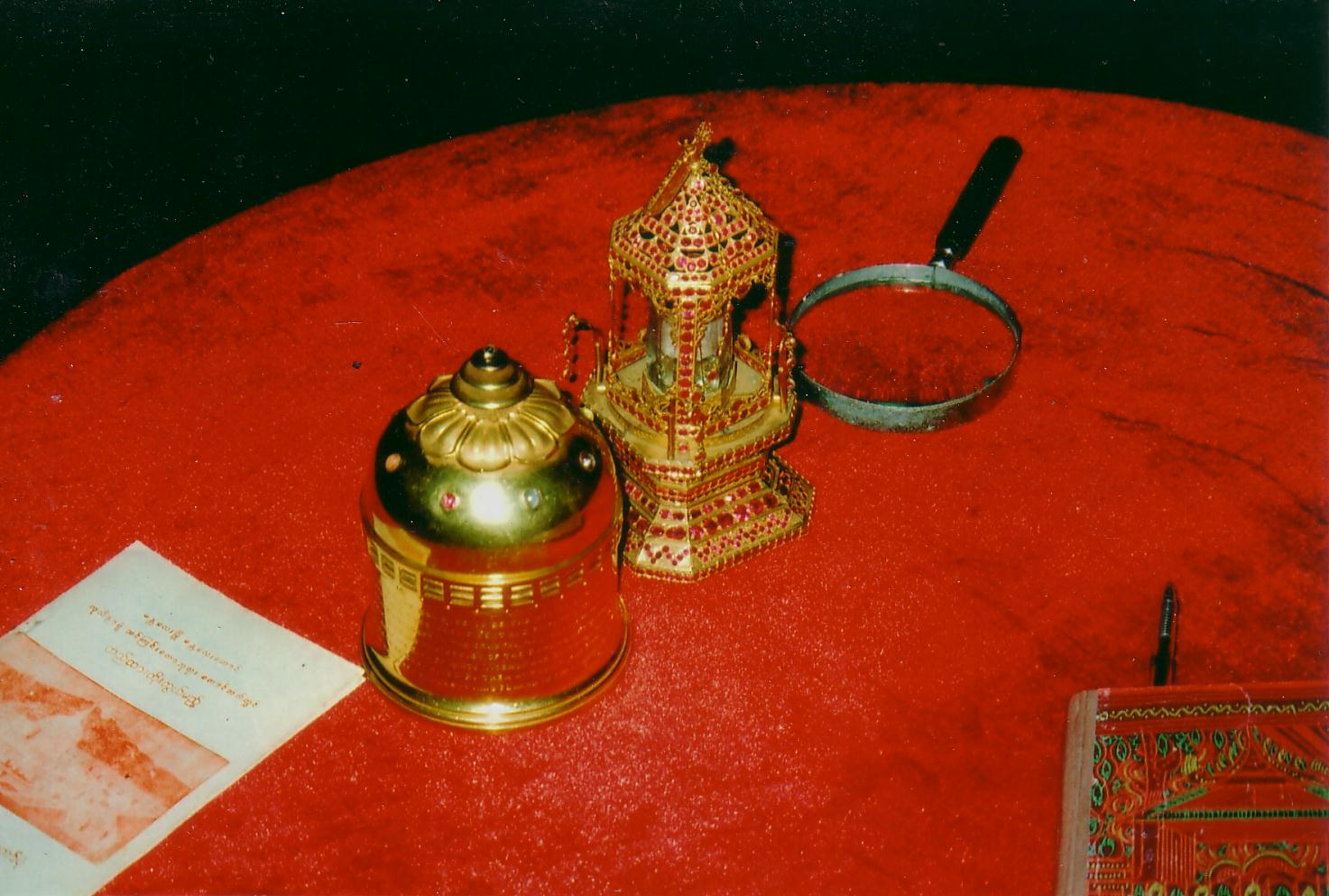
1910年、ペシャーワルのカニシカ王のストゥーパから発見された仏舎利

容器の側面にはクシャーナ朝の君主（おそらくカニシカ王自身）とその脇に控えるイランの神（日神と月神）が描かれている。そのそばには着座した仏陀と、仏陀を崇拝する菩薩と見られる王侯風の人物が描写されている。天使に祝福されたガーランド（花の装飾）が場面のあちらこちらにちりばめられ、典型的なヘレニズム様式を呈している。

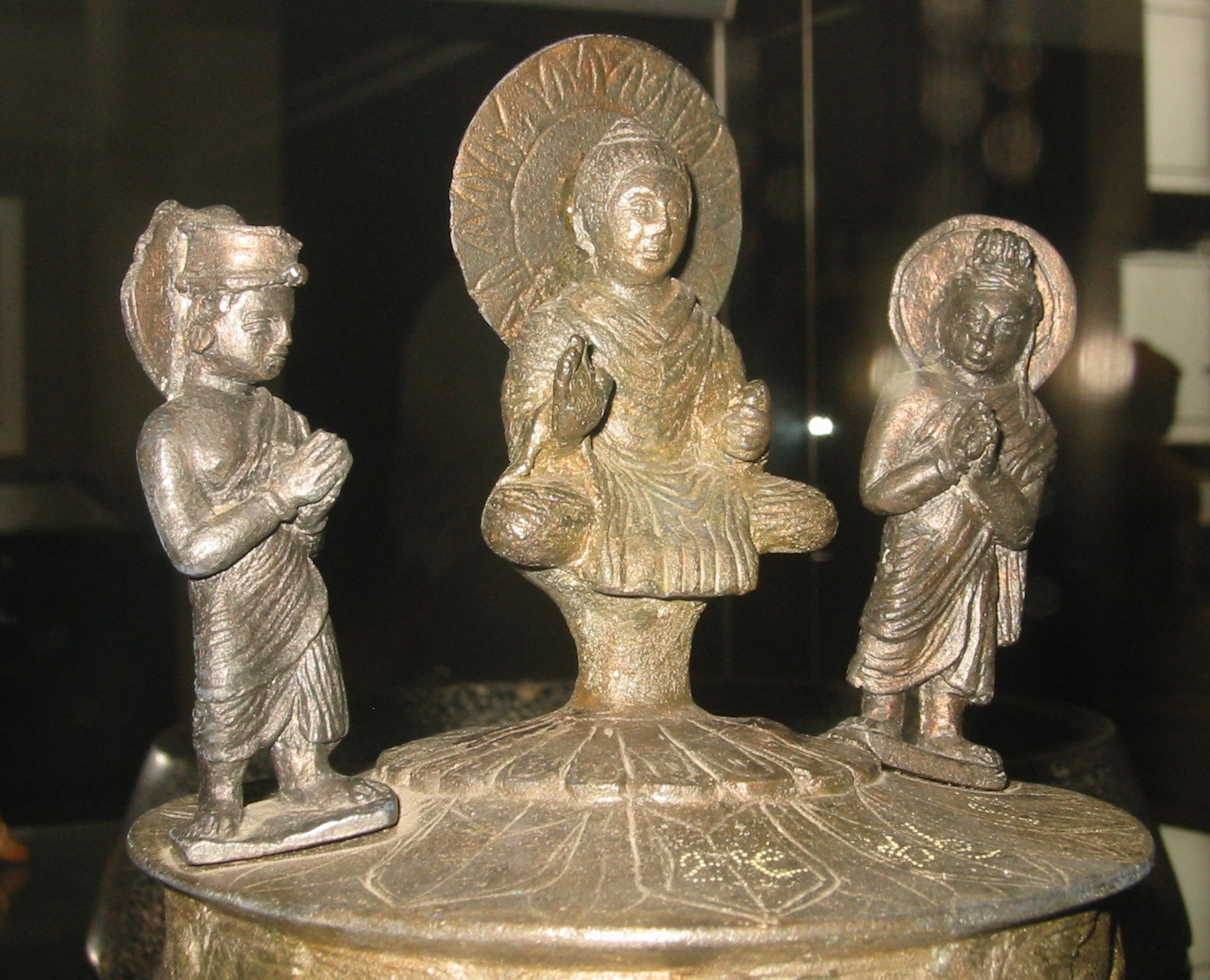
釈迦三尊
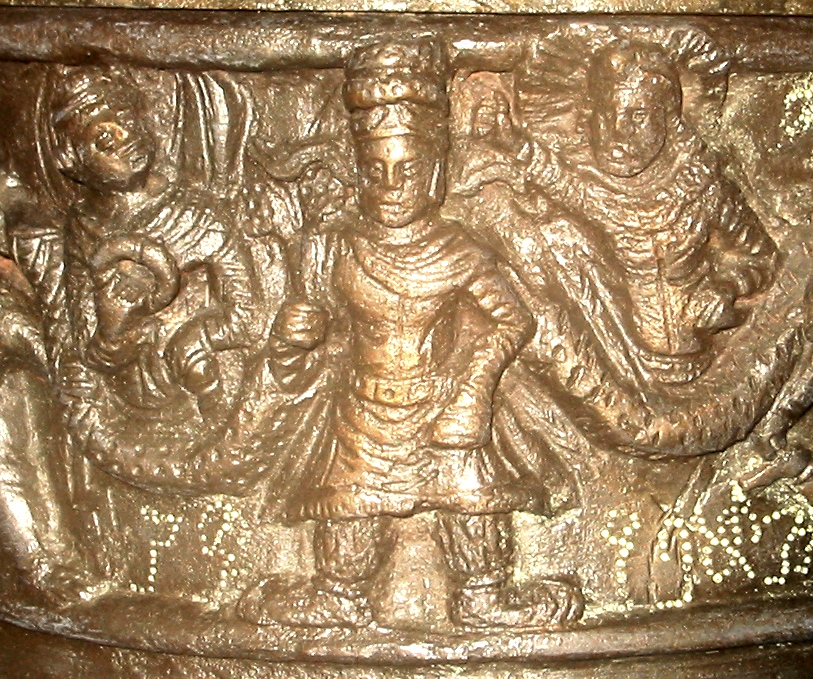
カニシカ王、日神、月神
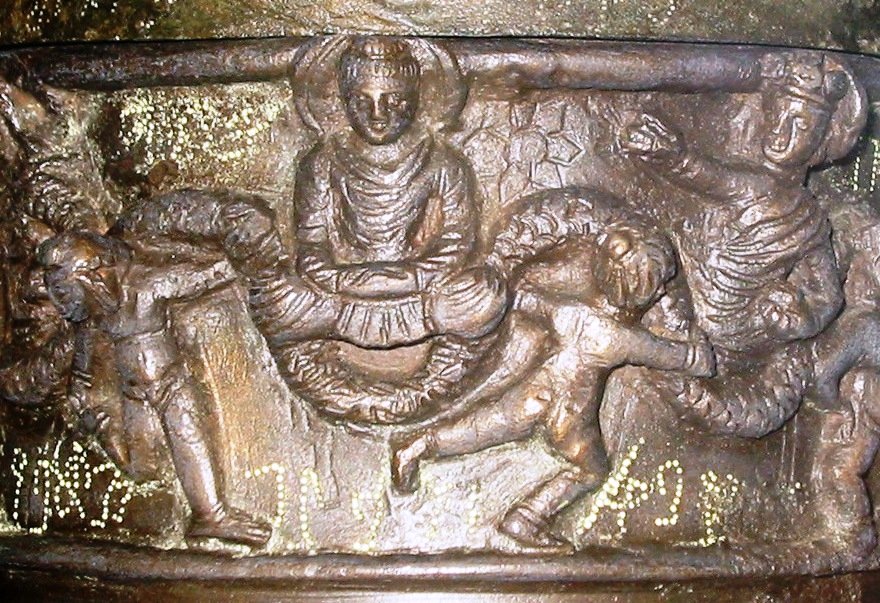
天使と菩薩。中央に仏陀
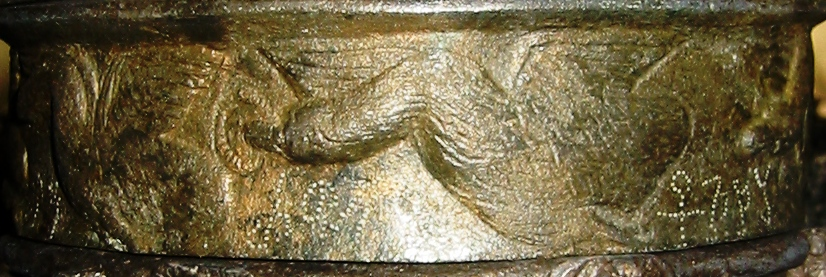
ガチョウ